# Haganj
Haganj är en ort i Kroatien.   Den ligger i länet Zagrebs län, i den nordöstra delen av landet, 50 km öster om huvudstaden Zagreb. Haganj ligger 155 meter över havet och antalet invånare är 528.
Terrängen runt Haganj är huvudsakligen platt. Haganj ligger uppe på en höjd. Runt Haganj är det glesbefolkat, med 18 invånare per kvadratkilometer. Närmaste större samhälle är Vrbovec, 12,7 km väster om Haganj. Trakten runt Haganj består till största delen av jordbruksmark.